# CARIFTA Games 1972
Die 1. CARIFTA Games fanden vom 1. bis zum 4. April 1972 in der barbadischen Hauptstadt Bridgetown statt. Teilnahmeberechtigt waren alle Staaten, die Teil der Caribbean Free Trade Association (CARIFTA) sind. Es wurden zur Premiere nur Wettbewerbe in der U20-Altersklasse ausgetragen.

## Männer U20

### 100 m
| Platz | Athlet         | Land | Zeit (s) |
| ----- | -------------- | ---- | -------- |
| 1     | Maurice Clarke | JAM  | 10,7     |
| 2     | W. Broom       | JAM  | 10,9     |
| 3     | Calvin Dill    | BER  | 10,9     |

### 200 m
| Platz | Athlet         | Land | Zeit (s) |
| ----- | -------------- | ---- | -------- |
| 1     | Maurice Clarke | JAM  | 21,2     |
| 2     | Kelvin Joseph  | TTO  | 21,5     |
| 3     | Calvin Dill    | BER  | 21,6     |

### 400 m
| Platz | Athlet          | Land | Zeit (s) |
| ----- | --------------- | ---- | -------- |
| 1     | Seymour Newman  | JAM  | 47,6     |
| 2     | Horace Tuitt    | TTO  | 48,4     |
| 3     | Charles Headlam | JAM  | 48,5     |

### 800 m
| Platz | Athlet          | Land | Zeit (min) |
| ----- | --------------- | ---- | ---------- |
| 1     | Horace Tuitt    | TTO  | 1:52,5     |
| 2     | Trevor Campbell | JAM  | 1:53,3     |
| 3     | T. Bullock      | JAM  | 1:57,5     |

### 1500 m
| Platz | Athlet              | Land | Zeit (min) |
| ----- | ------------------- | ---- | ---------- |
| 1     | Gladstone Hopkinson | GUY  | 4:00,0     |
| 2     | Frederick Cyrus     | BAR  | 4:08,2     |
| 3     | P. Bryan            | JAM  | 4:08,8     |

### 4 × 100 m Staffel
| Platz | Land                | Athleten                                                   | Zeit (s) |
| ----- | ------------------- | ---------------------------------------------------------- | -------- |
| 1     | Trinidad und Tobago | Cecil Mitchell Herman Marchand Richard Cross Kelvin Joseph | 41,8     |
| 2     | Jamaika             |                                                            | 42,1     |
| 3     | Grenada             | Ken Francois Raymond Layne Roy Layne Russell Lambert       | 42,2     |

### 4 × 400 m Staffel
| Platz | Land                | Athleten                                                  | Zeit (min) |
| ----- | ------------------- | --------------------------------------------------------- | ---------- |
| 1     | Jamaika             |                                                           | 3:16,3     |
| 2     | Trinidad und Tobago | Michael Andrews Roy Astor Winston Mora-Scott Horace Tuitt | 3:18,3     |
| 3     | Grenada             | Ken Francois Evelyn Maitland Raymond Layne Roy Layne      | 3:23,5     |

### Hochsprung
| Platz | Athlet          | Land | Höhe (m) |
| ----- | --------------- | ---- | -------- |
| 1     | Clive Barriffe  | JAM  | 1,85     |
| 2     | Clark Godwin    | BER  | 1,80     |
| 3     | Valentine Adams | GRN  | 1,80     |

### Weitsprung
| Platz | Athlet        | Land | Weite (m) |
| ----- | ------------- | ---- | --------- |
| 1     | Donald Hale   | JAM  | 7,15      |
| 2     | Glen Stanford | JAM  | 7,02      |
| 3     | Aubrey Wilson | GUY  | 6,89      |

### Dreisprung
| Platz | Athlet           | Land | Weite (m) |
| ----- | ---------------- | ---- | --------- |
| 1     | Donald Hale      | JAM  | 14,71     |
| 2     | Wilfred Gonsales | BER  | 13,82     |
| 3     | Milton Gibbs     | BAR  | 13,78     |

### Kugelstoßen (6 kg)
| Platz | Athlet      | Land | Weite (m) |
| ----- | ----------- | ---- | --------- |
| 1     | Leon Brown  | JAM  | 17,12     |
| 2     | Eros Rapier | GRN  | 13,21     |
| 3     | Rawle Agard | TTO  | 13,17     |

### Diskuswurf (1,75 kg)
| Platz | Athlet          | Land | Weite (m) |
| ----- | --------------- | ---- | --------- |
| 1     | Leon Brown      | JAM  | 45,88     |
| 2     | Jean Talma      | TTO  | 40,88     |
| 3     | Michael Andrews | TTO  | 39,96     |

### Speerwurf
| Platz | Athlet          | Land | Weite (m) |
| ----- | --------------- | ---- | --------- |
| 1     | Eros Rapier     | GRD  | 57,60     |
| 2     | Michael Andrews | TTO  | 52,70     |
| 3     | Joseph Cummings | GRD  | 50,20     |

## Frauen U20

### 100 m
| Platz | Athletin        | Land | Zeit (s) |
| ----- | --------------- | ---- | -------- |
| 1     | Lelieth Hodgesy | JAM  | 11,7     |
| 2     | Debbie Byfield  | JAM  | 11,8     |
| 3     | Roxanne Sills   | GUY  | 11,9     |

### 200 m
| Platz | Athletin         | Land | Zeit (s) |
| ----- | ---------------- | ---- | -------- |
| 1     | Laura Pierre     | TTO  | 24,2     |
| 2     | Debbie Byfield   | JAM  | 24,3     |
| 3     | Regina Montaguey | JAM  | 24,4     |

### 400 m
| Platz | Athletin       | Land | Zeit (s) |
| ----- | -------------- | ---- | -------- |
| 1     | Laura Pierre   | TTO  | 56,3     |
| 2     | Barbara Bishop | BAR  | 57,5     |
| 3     | M. Panton      | JAM  | 59,6     |

### 800 m
| Platz | Athletin        | Land | Zeit (min) |
| ----- | --------------- | ---- | ---------- |
| 1     | Carletta McNabb | JAM  | 2:21,0     |
| 2     | Heather Gooding | BAR  | 2:23,7     |
| 3     | A. Thompson     | JAM  | 2:25,0     |

### 4 × 100 m Staffel
| Platz | Land                           | Athletinnen | Zeit (s) |
| ----- | ------------------------------ | ----------- | -------- |
| 1     | Jamaika                        |             | 47,0     |
| 2     | Barbados                       |             | 47,8     |
| 3     | St. Vincent und die Grenadinen |             | 53,5     |

### Hochsprung
| Platz | Athletin       | Land | Höhe (m) |
| ----- | -------------- | ---- | -------- |
| 1     | Andrea Bruce   | JAM  | 1,78     |
| 2     | Olympia Abrams | GUY  | 1,52     |
| 3     | Margaret Small | BAR  | 1,52     |

### Weitsprung
| Platz | Athletin         | Land | Weite (m) |
| ----- | ---------------- | ---- | --------- |
| 1     | Andrea Bruce     | JAM  | 5,83      |
| 2     | Joyce Darlington | BAR  | 5,68      |
| 3     | Faith Burrowes   | JAM  | 5,50      |

### Kugelstoßen
| Platz | Athletin         | Land | Weite (m) |
| ----- | ---------------- | ---- | --------- |
| 1     | Branwen Smith    | BER  | 9,75      |
| 2     | Winsome Langley  | JAM  | 9,37      |
| 3     | Juliette Russell | BAR  | 9,36      |

### Diskuswurf
| Platz | Athletin        | Land | Weite (m) |
| ----- | --------------- | ---- | --------- |
| 1     | Winsome Langley | JAM  | 32,68     |
| 2     | Mary Williams   | TTO  | 28,62     |
| 3     | Faith Burrowes  | JAM  | 28,60     |

### Speerwurf
| Platz | Athletin         | Land | Weite (m) |
| ----- | ---------------- | ---- | --------- |
| 1     | Susan Thomas     | BAR  | 39,96     |
| 2     | Juliette Russell | BAR  | 27,08     |
| 3     | Joy Renville     | GUY  | 26,36     |

## Medaillenspiegel
| Platz | Land                           |    |   |   |    |
| ----- | ------------------------------ | -- | - | - | -- |
| 1     | Jamaika                        | 15 | 7 | 8 | 30 |
| 2     | Trinidad und Tobago            | 4  | 6 | 1 | 11 |
| 3     | Barbados                       | 1  | 6 | 4 | 11 |
| 4     | Bermuda                        | 1  | 2 | 2 | 5  |
| 5     | Grenada                        | 1  | 1 | 4 | 6  |
| 6     | Guyana                         | 1  | 1 | 3 | 5  |
| 7     | St. Vincent und die Grenadinen | 0  | 0 | 1 | 1  |